# Rooting
Rooting is de term waarmee - doorgaans buiten de normale procedure om - toegang wordt verkregen door de eigenaar van het apparaat tot het volledige beheer van een computer, smartphone, spelcomputer, router e.d.  Veel apparaten maken gebruik van een variant van het besturingssysteem Unix waarin de 'superuser' (beheerder) de naam 'root' heeft. Rooting betekent daar in feite niets meer of minder dan toegang krijgen tot het root-account van het apparaat, waar de fabrikant van dat apparaat dat niet toelaat.
Om - doorgaans tegen de bedoeling van de fabrikant in - alsnog toegang te krijgen wordt veelal gebruik gemaakt van beveiligingsfouten in het besturingssysteem.
Voor sommige besturingssystemen is de term jailbreak gebruikelijker; de gebruiker is als het ware opgesloten in de gevangenis van het besturingssysteem en breekt daar uit.
- Jailbreak (iOS)
- Jailbreak (PS3)
- Rooting (Android OS)

Een soortgelijk mechanisme wordt ook toegepast in een rootkit, met als fundamenteel verschil dat hier toegang verkregen wordt door een ander dan de eigenaar van het apparaat. Ook malware maakt van vergelijkbare beveiligingslekken gebruik.